# 维拉杰佩特
维拉杰佩特（Virajpet），是印度卡纳塔克邦果達古縣的一个城镇。总人口15206（2001年）。

## 人口
该地2001年总人口15206人，其中男性7741人，女性7465人；0—6岁人口1742人，其中男865人，女877人；识字率81.04%，其中男性为83.49%，女性为78.50%。